# Giovanni Ettore Mattei
Giovanni Ettore Mattei (Castelfranco Emilia, 10 marzo 1865 – Sciara, 19 dicembre 1943) è stato un botanico italiano.

## Biografia
Nacque dall'ingegnere Samuele di Lucca e da Giulia Bandera di Bologna. Il padre dopo aver partecipato alla guerra contro l'Austria del 1859, s'era dedicato all'agricoltura, e la madre, che, orfana, da un fratello era stata iniziata agli studi delle Scienze naturali, si dilettava di giardinaggio. Fin da piccolo quindi il Mattei ebbe modo di osservare la natura a cui si appassionò e cominciò raccolte di insetti e di uccelli che imbalsamava da sé. Nel 1884 s'iscrisse alla Facoltà di Scienze dell'Università di Bologna, dove s'orientò allo studio della botanica e sotto la guida del Saccetti raccolse un ricco erbario. Nominato nel 1885 dal Delpino secondo assistente presso l'Istituto Botanico, non pensò più alla laurea per dedicarsi completamente alla disciplina preferita: nel 1888 ebbe la nomina a primo assistente, ma nel 1897 dovette rinunziare all'assistentato per un posto di direttore tecnico in una ditta di sementi forestali in seguito alla distruzione della casa operata da una frana che causò la morte della madre e del figliolo maggiore.
Fu collega e grande amico del Dott. Domenico Riva, medico e botanico della spedizione del Principe D. Eugenio Ruspoli in Somalia, il Riva che insieme al Sig. Luigi Lucca, al Sig. Emilio Dal Seno ed all'ingegnere geologo Borchard, al rientro in Italia, dopo la prematura morte del Principe durante una battuta di caccia, consegnò nelle mani dell'amico G. E. Mattei il diario personale della spedizione.
È stato docente della Facoltà di Medicina Veterinaria dell'Università degli studi di Messina e direttore dell'Orto botanico di Messina.
Un giudizio sul Mattei fu dato dal prof. Antonio Baldacci di Bologna, esploratore del Montenegro e dell'Albania, il quale così ne scrisse:
Il Mattei, nei momenti d'ozio, si dedicò pure a importanti ricerche, non strettamente botaniche: ad esempio, fin che era a Bologna, era riuscito, con un processo da lui scoperto, a pietrificare i corpi organici, e nel Museo di quell'istituto Botanico si conservano appunto parecchi funghi, dal Mattei pietrificati con il suo processo. Inoltre il Mattei, in collaborazione con il capitano Guadagnini, pure a Bologna, si era occupato di navigazione aerea, quando il poter volare sembrava una pazzia: e nella sua villa, poi distrutta dalla frana, aveva fabbricato un modello di aeroplano, che funzionava egregiamente, e che formava la meraviglia di quanti lo vedevano, avendo imitato in ciò alcuni semi vegetali. Il Mattei ne fece proposta al Governo di allora, ma ne ebbe risposta che si rallegravano molto della sua iniziativa, ne avesse costruito a sue spese uno in grande, e allora, se funzionava bene, il Governo avrebbe potuto prenderlo in considerazione. Il Mattei ne scrisse diversi articoli in giornali, poi, sconvolto dalla catastrofe, non ebbe più occasione di occuparsene.
Descrisse l'Abies nebrodensis, splendida conifera endemica della Sicilia da circa 9.000 anni e che adesso conta solamente una trentina di esemplari rischiando l'estinzione.
Il 19 dicembre 1943 morì a Sciara, in provincia di Palermo, dove era sfollato, nel giugno di quell'anno, pochi giorni prima del bombardamento in cui fu distrutta completamente la sua casa a Messina.

## Alcune opere
- Gli uccelli e l'agricoltura: considerazioni. Cenerelli, Bologna, 1883.
- Noterelle botaniche. Società Tipografica Azzoguidi, Bologna, 1886
- Botanica conforme alle lezioni del professor Federico Delpino. Albertazzi, Bologna, 1890.
- Dizionarietto di botanica: ad uso degli studenti e di tutti coloro che iniziano lo studio delle piante. Sandron, Milano, 1910.
- I batteriocecidii. Soc. Tip. Azzoguidi, Bologna, 1887.
- Aggiunte alla Flora bolognese Soc. Tip. Azzoguidi, Bologna, 1886.
- Convolvulacee Soc. Tip. Azzoguidi, Bologna, 1887.
- Verità ed errori nella teoria dell'evoluzione - Pensieri sulla moderna biologia. Palermo Tip. Di Cristina 1907
- Nuova Teoria Biologica (L'involuzione) - compendio di biologia.  Messina Tip. A Sanò 1937

| Mattei è l'abbreviazione standard utilizzata per le piante descritte da Giovanni Ettore Mattei. Consulta l'elenco delle piante assegnate a questo autore dall'IPNI. |